# Terrazza del Pincio

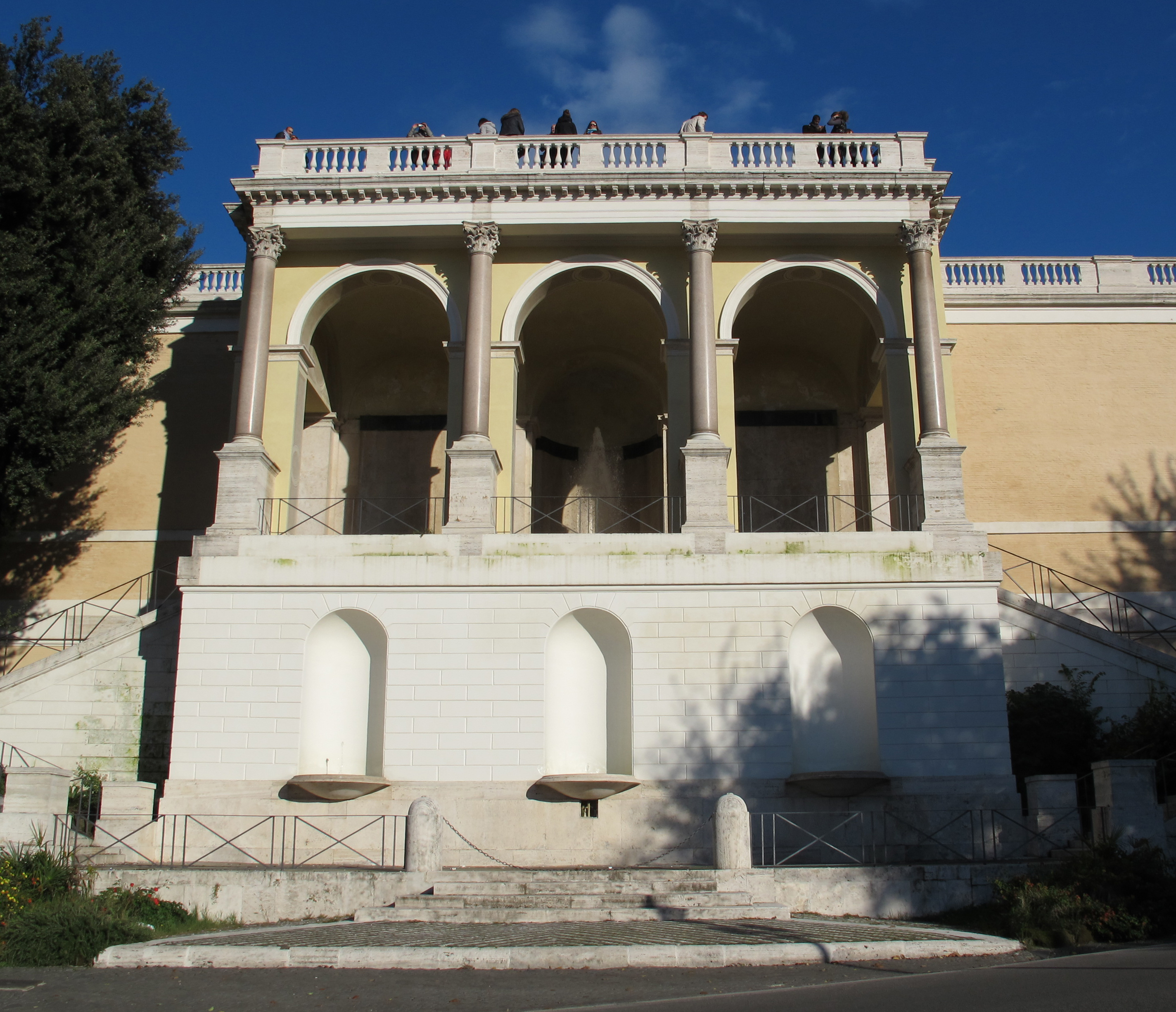
Arcata presente sotto la terrazza del Pincio

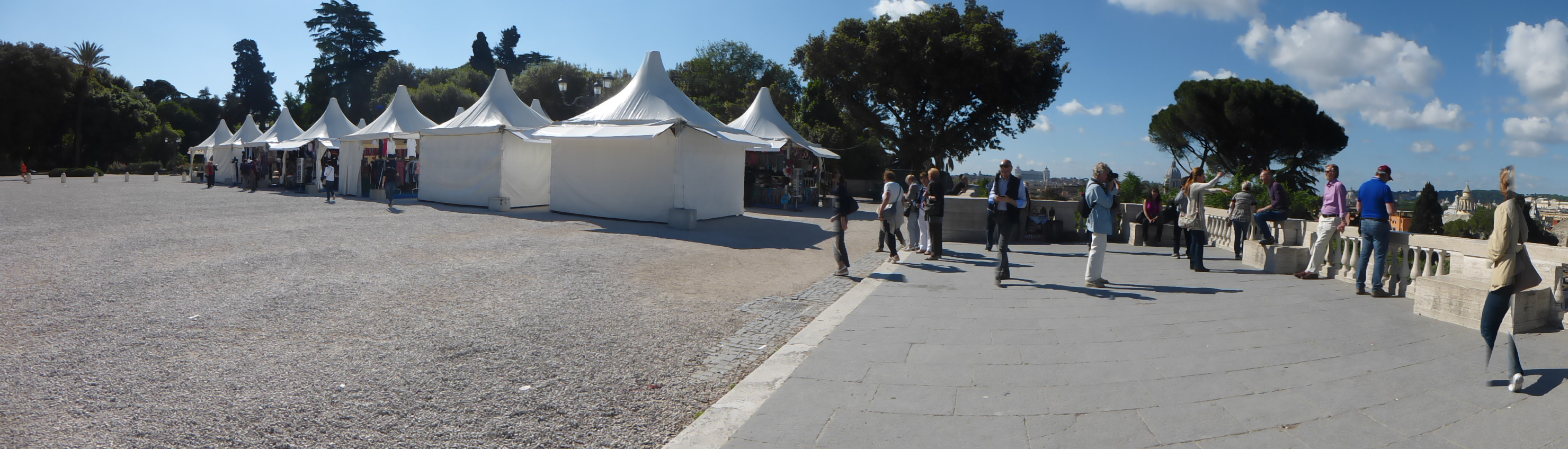
Parte della terrazza del Pincio

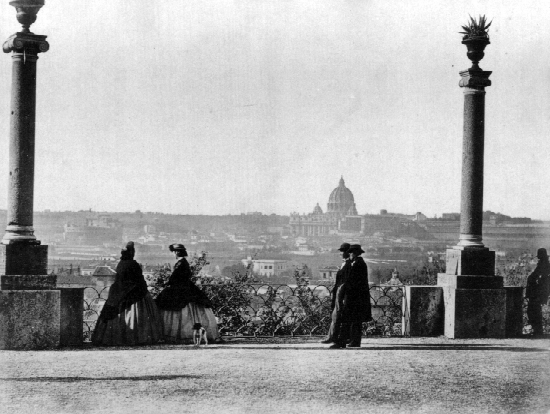
Vista di San Pietro dalla terrazza del Pincio in una foto di metà '800

Terrazza del Pincio è una terrazza panoramica presente sulla sommità del colle Pincio adibita a belvedere che si affaccia sulla sottostante Piazza del Popolo.
Da essa si ha anche la vista della cupola di San Pietro e Castel Sant'Angelo. La costruzione della terrazza ha inizio nel 1826 progettata da Giuseppe Valadier, che ideò anche la antistante piazza del popolo.